# NGC 3262
NGC 3262 este o galaxie lenticulară situată în constelația Velele. A fost descoperită în 12 mai 1834 de către John Herschel. Se află la o distanță de 38,67 de megaparseci de Pământ.